# 髙橋芳郎
髙橋 芳郎（たかはし よしろう、1961年 - ）は、日本の画商。株式会社ブリュッケ代表取締役。

## 来歴
愛媛県出身。1983年に多摩美術大学彫刻科を卒業後、専門学校Bゼミに通い現代美術を学ぶ。1985年、美術展覧会の企画運営会社である株式会社アートライフに入社する。1988年にアートライフを退社して、独立美術商になる。1990年、株式会社ブリュッケを設立する。1996年、故郷の翠波峰から名前を取って、翠波画廊を銀座に開店（2001年に京橋に移転、2025年に再び銀座に移転）。2023年2月、翠波画廊大阪支店をオープンした。

## 著書
- 『値段で読み解く魅惑のフランス近代絵画』幻冬舎、2017年
- 『アートに学ぶ6つのビジネス法則』サンライズパブリッシング、2019年
- 『画商が読み解く 西洋アートのビジネス史』ディスカヴァー・トゥエンティワン、2022年